# Antonio Restivo
Pour les articles homonymes, voir Restivo.
Antonio Restivo (né à Palerme, le 9 mars 1945) est un physicien et mathématicien italien.
Diplômé en physique avec une thèse sur la théorie quantique des champs, il collabore en 1970 au projet Procrustes au laboratoire Conseil national de la recherche de cybernétique dirigé par Eduardo Caianiello (it). Sa première publication sur la théorie des automates traite de l'un des problèmes ouverts contenus dans Counter-free Automata de Robert McNaughton et Seymour Papert.
Dans les années 1980, il collabore avec Christophe Reutenauer sur le problème de Burnside dans le cadre des demi-groupes. Ensemble, ils ont prouvé le théorème de Restivo-Reutenauer.
Il a travaillé sur des variantes du théorème de périodicité de Fine et Wilf,.
On lui doit en 1981 la conjecture de Restivo en théorie des codes. Son énoncé original a été prouvé faux en 2010, mais des versions plus faibles constituent encore aujourd'hui des problèmes ouverts.
Il fait partie du collectif ayant pour nom de plume M. Lothaire et travaillant sur la combinatoire des mots.